# Mezzanotte (Ghemon)
Mezzanotte è il quarto album in studio del rapper italiano Ghemon, pubblicato il 22 settembre 2017 dalla Macro Beats.

## Tracce
1. Impossibile – 4:16
2. Un temporale – 4:08
3. Magia nera – 4:11
4. Cose che non ho saputo dire – 3:43
5. Bellissimo – 3:14
6. Quassù – 3:56
7. Non voglio morire qui – 3:16
8. Mezzanotte – 3:40
9. A casa mia – 3:32
10. Siero buono – 4:00
11. Dentro le pieghe – 5:12
12. Niente di più – 3:57
13. Dopo la medicina – 4:20
14. Kintsugi – 3:51